# داميان هوليس
داميان هوليس (بالمجرية: Damian Hollis)‏ مواليد 19 أغسطس 1988 في فورت لاودردال، هو لاعب كرة سلة محترف مجري بدأ مسيرته الاحترافية في سنة 2010. يبلغ طوله 6 قدم 8 بوصة (2.0 م). فاز بالمركز الثاني في كأس العالم للشباب تحت 19 سنة لكرة السلة 2007 مع منتخب بلاده.

## فرق لعب لها
- بالاكانسترو كانتو

## روابط خارجية
- داميان هوليس على موقع الاتحاد الدولي لكرة السلة (الإنجليزية)
- داميان هوليس على موقع كرة السلة الأوروبية.كوم (الإنجليزية)
- داميان هوليس على موقع كلية كرة السلة في سبورتس رفرنس.كوم (الإنجليزية)
- داميان هوليس على موقع ريلجم (الإنجليزية)
- داميان هوليس على موقع بروبوليرز (الإنجليزية)
- داميان هوليس على موقع سبورتس رفرنس (الإنجليزية)